# Берекелі
Берекелі́ (каз. Берекелі) — село у складі Келеського району Туркестанської області Казахстану. Входить до складу Бірлесуського сільського округу.
До 2008 року село називалось Цілина, в радянські часи — Цілинне.
Населення — 269 осіб (2021; 309 у 2009, 215 у 1999, 449 у 1989).